# HKT48
HKT48 (яп.  Эйчикэ:ти: фо:ти:эйто, Эйч-кэй-ти́ фотиэ́йт) — японская идол-группа, продюсируемая поэтом-песенником Ясуси Акимото.
Группа была названа в честь Хакаты города Фукуока, где Ясуси Акимото планировал, изначально разместить группу. В настоящее время группа выступает в театре City Bank в Фукуоке. Группа продала почти 4 миллиона копий компакт-дисков в Японии.
У группы есть свой собственный театр (HKT48 Theater) в торгово-развлекательном комплексе «Hawks Town» в городе Фукуоке, где на площадке в 180 тысяч квадратных метров расположены торговый комплекс, отель на 1000 мест и крытый стадион на 35 тысяч зрителей. Театр HKT48 находится в торговом центре «Hawks Town Mall».

## История

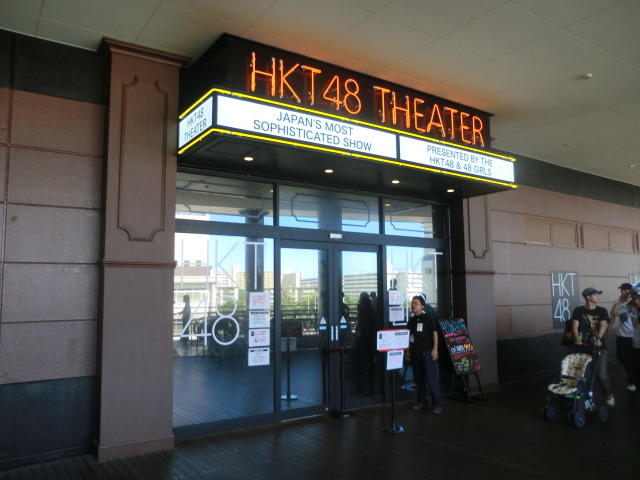
Старый театр HKT48 в торговом центре Hawks Town

Планы группы под названием HKT48 были впервые раскрыты продюсером AKB48 Ясуси Акимото 19 ноября 2008 года HKT48 was officially announced on May 1, 2011 at an AKB48 handshake event. HKT48 были официально анонсированы 1 мая 2011 года на мероприятии по рукопожатию AKB48. Группа стала четвёртой сестринской группой AKB48, которая была запущена после групп SKE48, SDN48 и NMB48. Группа получила свое название от предполагаемого базового местоположения района Хаката, города Фукуока, HKT48 в конечном итоге базировались в театре в торговом центре Hawks Town в соседнем районе Тюо-ку. Был объявлен набор в группу в возрасте от 11 до 22 лет. Первый раунд первого прослушивания HKT48 состоялся 31 мая 2011 года, а успешные кандидаты приняли участие во втором раунде прослушиваний, состоящем из теста пения и танцев, в первой половине июля 2011 года. Финальные прослушивания прошли 10 июля в отеле Hilton Fukuoka Sea Hawk Hotel, и 24 кандидата успешно прошли финал.
После уроков танцев и вокала, 21 участница HKT48 первого поколения были впервые представлены на мероприятии по рукопожатию AKB48 23 октября 2011 года в Seibu Dome. Из этих 21 участницы 17 были ученицами младших классов средней школы или младше, а двое были ученицами начальной школы. Самая молодая участница группы, Нацуми Танака, родилась в 2000 году, и на тот момент ей было 11 лет. Самой старшей участницей была Юко Сугамото, которой на тот момент было 17 лет.
Они дебютировали в Театре HKT48 26 ноября 2011 года и уже исполняли наборы песен под названием «Te o Tsunaginagara», которые изначально были исполнены SKE48 Team S и KII. 31 декабря 2011 года 16 участниц вышли на сцену 62-го выпуска Кохаку ута гассэн как одна из сестринских групп AKB48 On March 4, 2012, the first 16 members were selected to form Team H, and appeared on the stage. 4 марта 2012 года первые 16 участниц были отобраны для формирования команды H и вышли на сцену. [10] 20 июня Рино Сасихара из AKB48 перешёл в HKT48 и по состоянию на 2012 год была самой старой участницей HKT48.
23 июня 2012 года прошли финальные прослушивания для второго поколения, и 34 кандидатки из 48 финалисток прошли. 18 августа руководство объявило, что пять участниц, трое из команды H, Комори, Сугамото и Танигути, и двое Кенкюсей — Это и А. Наканиси, уйдут из HKT48 «по личным причинам». 24 августа 2012 года в первый день концерта AKB48 в Tokyo Dome было объявлено, что Айка Ота, одна из членов команды A AKB48, будет переведена в HKT48.
HKT48 выпустили свой дебютный сингл «Suki! Suki! Skip!» 20 марта 2013 года под лейблом Universal Sigma.
31 марта 2016 года действующий театр, расположенный в торговом центре Hawks Town Mall, был закрыт со специальным прощальным выступлением. Новый временный театр открылся в зале Ниситецу, также в Тюо-ку, Фукуока, 28 апреля 2016 года.
В середине 2018 года 10 участниц HKT48 присоединились к южнокорейскому шоу на выживание от телеканала Mnet Produce 48, для формирования временной южнокорейско-японской женской группы. Участницы Сакура Мияваки и Нако Ябуки заняли 2-е и 6-е места и дебютировали во временной группе IZ*ONE.
2 ноября 2020 года в BOSS E・ZO FUKUOKA был открыт новый и постоянный театр. Театр получил название Nishi-Nippon City Bank HKT48 Theater.
15 мая 2021 года Сакура Мияваки и Нако Ябуки вернулись в группу. Сакура Мияваки выпустилась из группы 19 июня.

## Состав
О формировании команды H было объявлено в театре HKT48 4 марта 2012 года. На конференции также было объявлено, что было выбрано 16 участниц, а 5 участниц остались в качестве стажерок. 11 января 2014 года, во время их первого эксклюзивного концертного тура в Оита, менеджер театра Рино Сасихара объявила о создании новой команды KIV и продвижении 17 участниц из числа стажерок. 30 марта 2016 года группа объявила, что сформирована команда TII, и 10 стажерок были продвинуты из 3-го и 2-го поколения.

### Team H
Капитан команды — Тихиро Анаи. Она также является лидером всей группы.
| Имя (Дата рождения, Из какой префектуры)                    | Место на выборах | Место на выборах | Место на выборах | Место на выборах | Место на выборах | Место на выборах | Место на выборах | Место на выборах |
| Имя (Дата рождения, Из какой префектуры)                    | 1                | 2                | 3                | 4                | 5                | 6                | 7                | 8                |
| ----------------------------------------------------------- | ---------------- | ---------------- | ---------------- | ---------------- | ---------------- | ---------------- | ---------------- | ---------------- |
| Тихиро Анаи (яп. 穴井 千尋) (27 января 1996, Фукуока)       |                  |                  |                  | x                | x                | 39               | 33               |                  |
| Нао Уэки (яп. 植木 南央) (12 августа 1997, Фукуока)         |                  |                  |                  | x                | x                | x                | 72               | 58               |
| Айка Ота (яп. 多田 愛佳) (8 декабря 1994, Сайтама)          | 20               | 22               | 25               | 52               | 43               | 42               | 41               |                  |
| Сэрина Кумадзава (яп. 熊沢 世莉奈) (17 апр. 1997, Фукуока)  |                  |                  |                  | x                | x                | x                | x                | x                |
| Харука Кодама (яп. 兒玉 遥) (19 сентября 1996, Фукуока)     |                  |                  |                  | x                | 37               | 21               | 17               | 9                |
| Рино Сасихара (яп. 指原 莉乃) (21 ноября 1992, Оита)        | 27               | 19               | 9                | 4                | 1                | 2                | 1                | 1                |
| Юки Симоно (яп. 下野 由貴) (2 апреля 1998, Фукуока)         |                  |                  |                  | x                | x                | x                | x                | x                |
| Нацуми Танака (яп. 田中 菜津美) (10 августа 2000, Фукуока)  |                  |                  |                  | x                | x                | x                | x                | x                |
| Тиёри Наканиси (яп. 中西 智代梨) (12 мая 1995, Фукуока)     |                  |                  |                  | x                |                  |                  |                  |                  |
| Нацуми Мацуока (яп. 松岡 菜摘) (8 августа 1996, Фукуока)    |                  |                  |                  | x                | x                | 64               | 51               | 46               |
| Сакура Мияваки (яп. 宮脇 咲良) (19 марта 1998, Кагосима)    |                  |                  |                  | 47               | 26               | 11               | 7                | 6                |
| Анна Мурасигэ (яп. 村重 杏奈) (29 июля 1998, Ямагути)       |                  |                  |                  | x                | x                | 67               | x                | 80               |
| Аои Мотомура (яп. 本村 碧唯) (31 мая 1997, Фукуока)         |                  |                  |                  | x                | x                | 48               | 80               | 36               |
| Мадока Мориясу (яп. 森保 まどか) (26 июля 1997, Нагасаки)   |                  |                  |                  | x                | x                | 25               | 43               | 50               |
| Харука Ваканабэ (яп. 若田部 遥) (26 сентября 1998, Фукуока) |                  |                  |                  | x                | x                | x                | x                | x                |

### Стажёрки
1-е поколение
- Кёка Абэ (яп. 安陪 恭加 Абэ Кё:ка) (17 июля 1997, Фукуока)
- Мина Имада (яп. 今田 美奈) (5 марта 1997, Фукуока)
- Майко Фукагава (яп. 深川 舞子) (5 июля 1999, Фукуока)

2-е поколение
- Юка Акиёси (яп. 秋吉 優花) (24 октября 2000, Фукуока)
- Райра Ито (яп. 伊藤 来笑 Ито: Райра) (31 октября 1998, Эхимэ)
- Юрия Иноуэ (яп. 井上 由莉耶) (15 июня 1999, Фукуока)
- Сино Ивахана (яп. 岩花 詩乃) (1 апреля 2000, Фукуока)
- Масиро Уи (яп. 宇井 真白) (31 января 2000, Фукуока)
- Харука Уэно (яп. 上野 遥) (20 сентября 1999, Фукуока)
- Идзуми Умэмото (яп. 梅本 泉) (15 мая 1997, Фукуока)
- Канна Окада (яп. 岡田 栞奈) (26 июня 1997, Фукуока)
- Наоко Окамото (яп. 岡本 尚子) (4 апреля 1996, Фукуока)
- Манами Кусаба (яп. 草場 愛) (17 октября 1995, Фукуока)
- Юи Кодзина (яп. 神志那 結衣/Ко:дзина Юи) (24 января 1998, Фукуока)
- Идзуми Гото (яп. 後藤 泉 Гото: Идзуми) (27 сентября 1997, Фукуока)
- Хирока Комада (яп. 駒田 京伽) (21 ноября 1996, Миядзаки)
- Рико Сакагути (яп. 坂口 理子) (26 июля 1994, Фукуока)
- Мэру Тасима (яп. 田島 芽瑠) (7 января 2000, Фукуока)
- Юка Танака (яп. 田中 優香 Танака Ю:ка) (7 июня 2000, Фукуока)
- Марика Тани (яп. 谷 真理佳) (5 января 1996, Фукуока)
- Асука Томиёси (яп. 冨吉 明日香) (20 сентября 1997, Миядзаки)
- Мио Томонага (яп. 朝長 美桜) (17 мая 1998, Фукуока)
- Май Футигами (яп. 渕上 舞) (21 сентября 1996, Фукуока)
- Марина Ямада (яп. 山田 麻莉奈) (24 марта 1995, Фукуока)

### Бывшие участницы

#### Team H
- Юи Комори (яп. 古森 結衣), 2 декабря 1997, Ямагути) — ушла 18 августа 2012
- Юко Сугамото (яп. 菅本 裕子 Сугамото Ю:ко) (20 мая 1994, Фукуока) — ушла 18 августа 2012
- Айри Танигути (яп. 谷口 愛理) (14 марта 1999, Фукуока) — ушла 18 августа 2012

#### Стажёрки
- Саяка Это (яп. 江藤 彩也香 Это: Саяка) (9 сентября 1997, Оита) — ушла 18 августа 2012
- Аяка Наканиси (яп. 仲西 彩佳) (23 марта 1996, Фукуока) — ушла 18 августа 2012

## Дискография

### Студийные альбомы
| Релиз                | Название | Позиции                    | Позиции                      | Продажи (Oricon) | Продажи (Oricon) | Продажи Billboard JAPAN |
| Релиз                | Название | Oricon Weekly Albums Chart | Billboard Japan Japan Albums | Первая неделя    | Общее количество | Продажи Billboard JAPAN |
| -------------------- | -------- | -------------------------- | ---------------------------- | ---------------- | ---------------- | ----------------------- |
| 27 декабря 2017 года | 092      | 1                          | 1                            | 122,262          | 167,037          |                         |

### Синглы
| Релиз                 | Название                                                                     | Позиция                     | Позиция                 | Продажи (Oricon) | Продажи (Oricon) | Billboard JAPAN | Альбом |
| Релиз                 | Название                                                                     | Oricon Weekly Singles Chart | Billboard Japan Hot 100 | Первая неделя    | Общие            | Billboard JAPAN | Альбом |
| --------------------- | ---------------------------------------------------------------------------- | --------------------------- | ----------------------- | ---------------- | ---------------- | --------------- | ------ |
| 20 марта 2013 года    | «Suki! Suki! Skip!» (яп. スキ！スキ！スキップ！, "Liked! Liked! Skip!")      | 1                           | 2                       | 250,147          | 291,876          |                 | 092    |
| 4 сентября 2013 года  | «Melon Juice» (яп. メロンジュース)                                           | 1                           | 1                       | 268,897          | 306,014          |                 | 092    |
| 12 марта 2014 года    | «Sakura, Minnade Tabeta» (яп. 桜、みんなで食べた , "We Ate Sakura Together") | 1                           | 1                       | 276,799          | 331,015          |                 | 092    |
| 24 сентября 2014 года | «MHikaeme I Love You!» (яп. 控えめI love you!, "Quietly I Love You")         | 1                           | 1                       | 277,534          | 318,533          |                 | 092    |
| 22 апреля 2015 года   | «12 Byō» (яп. 12秒, "12 Seconds")                                            | 1                           | 3                       | 277,916          | 337,237          |                 | 092    |
| 25 ноября 2015 года   | «Shekarashika!» (яп. しぇからしか!, "Too Noisy!")                            | 1                           | 3                       | 280,567          | 345,413          |                 | 092    |
| 13 апреля 2016 года   | «74 Okubun no 1 no Kimi e» (яп. 74億分の1の君へ, "7.4 Billion Parts to You") | 1                           | 1                       | 238,828          | 305,137          | 379,439         | 092    |
| 7 сентября 2016 года  | «Saikō Kayo» (яп. 最高かよ, "It's great")                                    | 1                           | 1                       | 269,907          | 345,267          | 427,908         | 092    |
| 15 февраля 2017 года  | «Bagutte Iijan» (яп. バグっていいじゃん)                                     | 1                           | 1                       | 210,070          | 274,545          | 404,163         | 092    |
| 2 августа 2017 года   | «Kiss wa Matsushikanai no Deshōka?» (яп. キスを待つしかないのでしょうか？)   | 1                           | 1                       | 199,504          | 260,757          | 376,374         | 092    |
| 2 мая 2018 года       | «Hayaokuri Calendar» (яп. 早送りカレンダー)                                  | 1                           | 1                       | 165,176          | 272,811          | 296,470         |        |
| 10 апреля 2019 года   | «Ishi» (яп. 意志)                                                            | 1                           | 1                       | 197,846          | 298,427          | 358,043         |        |
| 22 апреля 2020 года   | «3-2»                                                                        | 1                           | 1                       | 161,785          | 196,146          |                 |        |
| 12 мая 2021 года      | «Kimi to Doko ka e Ikita» (яп. 君とどこかへ行きたい)                         | 2                           |                         | 141,792          | 162,527          |                 |        |

### Песни, записанные на синглах AKB48
| Релиз                | Название песни HKT48                                              | Название сингла AKB48 какая песня HKT48 записана на |
| -------------------- | ----------------------------------------------------------------- | --------------------------------------------------- |
| 5 декабря 2012       | «Hatsukoi Butterfly» (яп. 初恋バタフライ, "First-love Butterfly") | «Eien Pressure»                                     |
| 11 декабря 2013 года | «Wink wa 3-kai» (яп. ウインクは3回, "Winks 3 times")              | «Suzukake Nanchara»                                 |
| 4 марта 2015 года    | «Otona Ressha» (яп. 大人列車, "Train to Adulthood")               | «Green Flash»                                       |
| 9 марта 2016 года    | «Make Noise» (яп. メイクノイズ)                                   | «Kimi wa Melody»                                    |
| 15 марта 2017 года   | «Shoot Sign» (яп. 止まらない観覧車)                               | «Tomaranai Kanransha»                               |

## Фильмография

### Телевизионные шоу
- HKT48 no Odekake! (TBS, 2013-н.в)[28]
- Majisuka Gakuen 0 Kisarazu Rantō Hen (NTV и Hulu Япония, 2015 год)[29]
- HKT48 vs NGT48 Sashikita Gassen (NTV и Hulu Япония, 12 января — 29 марта 2016 года)[30]

### Фильмы
- Ozaki Shihainin ga Naita Yoru Documentary of HKT48 (2015)[31]